# Eupithecia discordans
Eupithecia discordans är en fjärilsart som beskrevs av William Schaus 1913. Eupithecia discordans ingår i släktet Eupithecia och familjen mätare. Inga underarter finns listade i Catalogue of Life.